# IND Sixth Avenue Line
A Linha da Sexta Avenida (IND), em inglês:  IND Sixth Avenue Line é uma das linhas de trânsito rápido do metrô de Nova Iorque. Foi inaugurada em 1 de janeiro de 1936 (89 anos). Esta linha é uma secção da rede ferroviária que é operada pelo IND (em inglês:  Independent Subway System), que é uma subdivisão da Divisão B do Metrô de Nova Iorque.